# Hardanges
Hardanges és un municipi francès situat al departament de Mayenne i a la regió de País del Loira. L'any 2007 tenia 210 habitants.

## Demografia

### Població
El 2007 la població de fet de Hardanges era de 210 persones. Hi havia 101 famílies de les quals 27 eren unipersonals (19 homes vivint sols i 8 dones vivint soles), 43 parelles sense fills, 19 parelles amb fills i 12 famílies monoparentals amb fills.
La població ha evolucionat segons el següent gràfic:
Habitants censats

### Habitatges
El 2007 hi havia 149 habitatges, 98 eren l'habitatge principal de la família, 38 eren segones residències i 13 estaven desocupats. 146 eren cases i 2 eren apartaments. Dels 98 habitatges principals, 70 estaven ocupats pels seus propietaris, 26 estaven llogats i ocupats pels llogaters i 2 estaven cedits a títol gratuït; 1 tenia una cambra, 11 en tenien dues, 15 en tenien tres, 24 en tenien quatre i 46 en tenien cinc o més. 76 habitatges disposaven pel capbaix d'una plaça de pàrquing. A 48 habitatges hi havia un automòbil i a 40 n'hi havia dos o més.

### Piràmide de població
La piràmide de població per edats i sexe el 2009 era:
| Homes | Edats   | Dones |
| ----- | ------- | ----- |
| 0     | 95 o +  | 0     |
| 0     | 90 a 94 | 4     |
| 0     | 85 a 89 | 4     |
| 0     | 80 a 84 | 0     |
| 0     | 75 a 79 | 0     |
| 0     | 70 a 74 | 0     |
| 28    | 65 a 69 | 12    |
| 8     | 60 a 64 | 12    |
| 0     | 55 a 59 | 8     |
| 8     | 50 a 54 | 4     |
| 20    | 45 a 49 | 12    |
| 4     | 40 a 44 | 8     |
| 16    | 35 a 39 | 8     |
| 0     | 30 a 34 | 8     |
| 12    | 25 a 29 | 8     |
| 4     | 20 a 24 | 12    |
| 8     | 15 a 19 | 12    |
| 16    | 10 a 14 | 4     |
| 4     | 5 a 9   | 0     |
| 4     | 0 a 4   | 4     |

## Economia
El 2007 la població en edat de treballar era de 149 persones, 99 eren actives i 50 eren inactives. De les 99 persones actives 85 estaven ocupades (55 homes i 30 dones) i 14 estaven aturades (4 homes i 10 dones). De les 50 persones inactives 20 estaven jubilades, 17 estaven estudiant i 13 estaven classificades com a «altres inactius».

### Ingressos
El 2009 a Hardanges hi havia 104 unitats fiscals que integraven 204,5 persones, la mediana anual d'ingressos fiscals per persona era de 13.753 €.

### Activitats econòmiques
Dels 3 establiments que hi havia el 2007, 2 eren d'empreses d'hostatgeria i restauració i 1 d'una empresa de serveis.
L'any 2000 a Hardanges hi havia 26 explotacions agrícoles que ocupaven un total de 931 hectàrees.

## Poblacions més properes
El següent diagrama mostra les poblacions més properes.